# Wassertorstraße 11 (Quedlinburg)

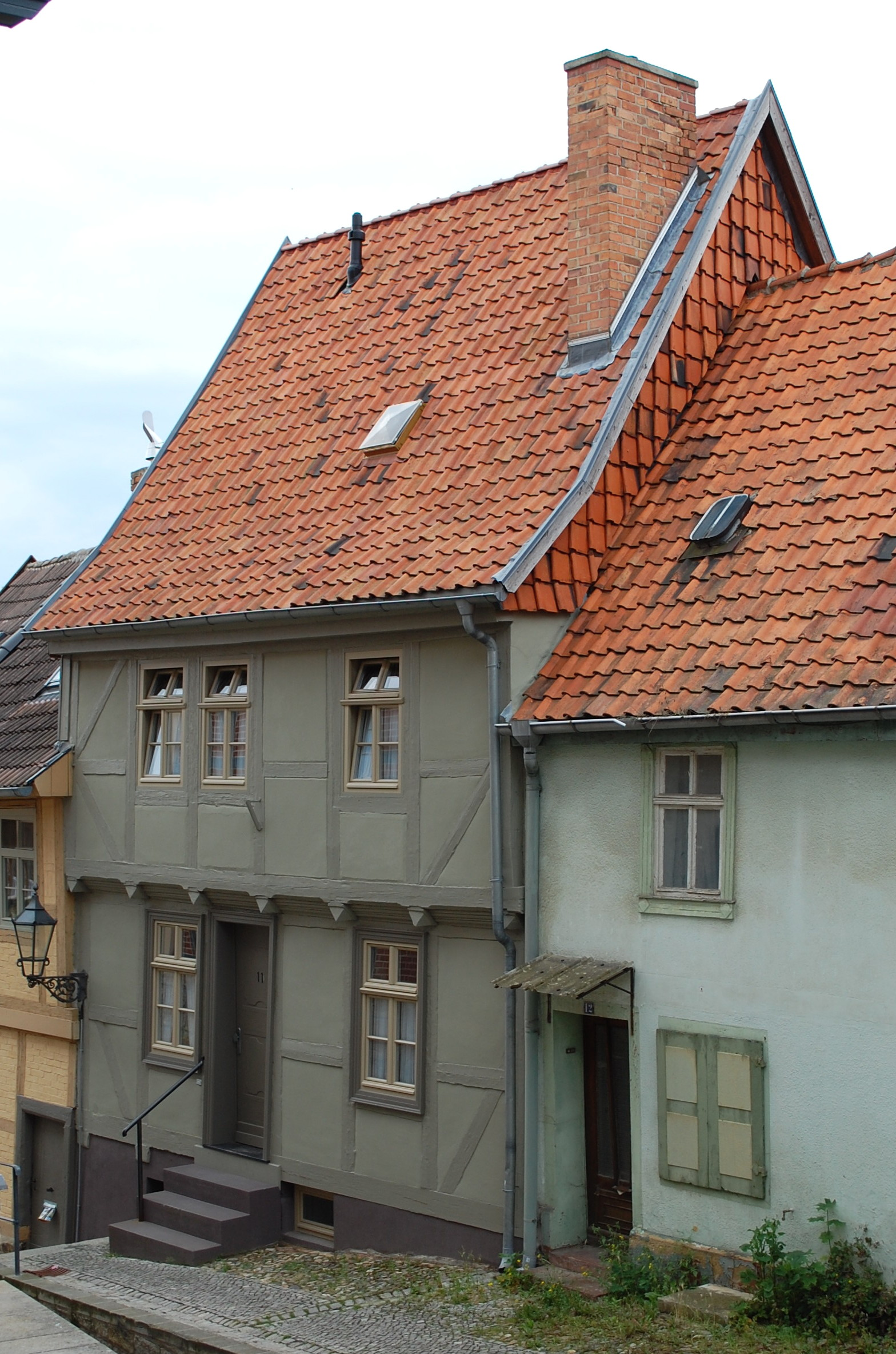
Haus Wassertorstraße 11

Das Haus Wassertorstraße 11 ist ein denkmalgeschütztes Gebäude in der Stadt Quedlinburg in Sachsen-Anhalt.

## Lage
Das Gebäude befindet sich südlich am Quedlinburger Schloßberg im Stadtteil Westendorf. Westlich grenzt das gleichfalls denkmalgeschützte Haus Wassertorstraße 12 an. Das Haus ist im Quedlinburger Denkmalverzeichnis eingetragen und gehört zum UNESCO-Weltkulturerbe.

## Architektur und Geschichte
Das zweigeschossige Fachwerkhaus entstand in der Zeit um 1700. Das obere Geschoss kragt etwas über. Die Fachwerkfassade zeigt als Verzierungen Pyramidenbalkenköpfe und eine gekehlte Schwelle.
Der Garten des Hauses zieht sich entlang des Hangs hinab zum Mühlgraben.